# Атака знаходження першовзору
Атака знаходження першовзору — це різновид атак на геш-функції для знаходження повідомлення із певним геш-значенням.
Існує два типи атак знаходження першовзору:
- Перша: маючи певний геш h, знайти повідомлення m (першовзір), такий що hash(m) = h.
- Друга: для певного повідомлення m1, знайти відмінне повідомлення m2 (другий першовзір), такий що hash(m2) = hash(m1).

Також тут згадаймо колізійну атаку, яка має метою знайти два довільні різні повідомлення m1 і m2, такі що hash(m2) = hash(m1).
Для ідеальної геш-функції, найшвидший спосіб вирахування першого або другого першовзору — це використання атаки повного перебору. Для n-бітового гешу, складність обчислення атаки становить 2n, яка розглядається як завелика для типового геш-значення в 160 біт. Якщо така складність найкраще, що може досягти супротивник, тоді геш-функція вважається стійкою до атаки знаходження першовзору.
Швидші атаки можна знайти за допомогою криптоаналізу певних геш-функцій, і є особливими для цих функцій. Декілька важливих атак вже знайдено, але вони досі непрактичні. Якщо знайдуть практично застосовну атаку, це значно вплине на багато інтернет-протоколів. В нашому випадку «практична» означає, що вона може бути виконана за розумний час і гроші. Атака знаходження першовзору яка вимагає трильйони і займає десятиріччя для знаходження першовзору одного геш-значення або повідомлення не є практичною; та що потребує кількох тисяч доларів і кілька тижнів обчислень може бути дуже практичною.
Всі наразі відомі практичні атаки на MD5 і SHA-1 це колізійні атаки. Здебільшого, колізійна атака легша до застосування ніж атака знаходження першовзору.